# Simulium keenani
Simulium keenani är en tvåvingeart som beskrevs av William D. Field 1969. Simulium keenani ingår i släktet Simulium och familjen knott.
Artens utbredningsområde är Panama. Inga underarter finns listade i Catalogue of Life.